# المرأة الحمراء
المرأة الحمراء هي الحلقة الأولى من الموسم السادس من الخيال التلفزيون سلسلة صراع العروش، و الحلقة رقم 52 عموما. وقد كتب الحلقة كلٌ من ديفيد بينيوف ودي. بي. وايس وأخرجها جيريمي بوديسوا.
تم بث الحلقة يوم 24 أبريل 2016.
وكانت هذه الحلقة هي الحلقة الأولى التي تلاها البرنامج التلفزيوني مابعد العروش والذي يقدمه آندي غرينوالد وكريس رايان.

## ملخص الحلقة
يَعثُر السير (دافوس) على جُثّة (جون سنو) المُلقاةِ على الأرض، ويقوم مع (إد) وبضعُ أشخاصٍ من حرسِ الليل بنقلِه لغرفةٍ ما في الداخِل ويُقفِلونَ الباب على أنفُسِهم، ويُصبِح (ثورن) هو قائد الحَرس. أمّا في وينترفيل، يَحزَن (رامزي) على مَقتَل (ميرندا) في حينِ نجاح (سانسا) و(ثيون/ريك) في النجاة من القلعة، إلّا أنَ جنودَ (رامزي) يعثرونَ عليهم، وقبلَ أن يأخذوهُم أسرى تأتي (بريان) وتُنقِذَهم وتُصبِح فارِسَة تحتَ إمرَة (سانسا). في كينغز لاندينغ، تستَقبِل (سيرسي) شقيقها (جيمي) القادِم من دورن بصحبَة جُثّة ابنتهما (مارسيلا) الذي يَعدُها أنّهما سينتقمان من جميعِ من آذوهما. وفي مدينَة دورن، تقوم (إليريا) وأفاعي الرمال بقتلِ الأمير (دوران) وجنودِه وذلك بعدَ معرفتِه بمقتَل (مارسيلا). وفي القارّة الأخرى في ميرين، أحوالُ المدينة سيئة، حيثُ يجد (تيريون) و(فارس) نَفسيهما وسط مشاكِلَ كثيرة، أما (جوراه) و(داريو) يستَمرّان في البحثِ عن (دنيرس) التي استَحوذَ عليها قبيلَة الدوثراكي وأخذوها إلى الكال (مورو). وفي برافوس، تستَمّر (آريا) في دروسِها وهيَ تعيشُ الآن في الشارِع كمُتشرّدة عمياء، وتأتي إليها الفتاة اللقيطة من المعبد وتقوم بضربها. وبالعودَة إلى القلعة السوداء، تُزيلُ (ميليساندر) قلادَتها لِتَكشِفَ عن شكلِها الحقيقي، حيثُ إنها عجوزٌ كبيرةٌ شمطاء في مشهدٍ فيما يبدو أنّها فقدَت إيمانِها بإلاهها إله النور.

## روابط خارجية
- المرأة الحمراء على موقع IMDb (الإنجليزية)
- المرأة الحمراء على موقع ميتاكريتيك (الإنجليزية)
- المرأة الحمراء على موقع روتن توميتوز (الإنجليزية)
- المرأة الحمراء على موقع أول موفي (الإنجليزية)